# Elsa Andersson
Elsa Andersson  (ur. 1897 w Strövelstorp Szwecja, zm. 22 stycznia 1922 w Askersund Szwecja) – córka rolnika ze wsi Strövelstorp, pierwsza kobieta w Szwecji, która była pilotem, spadochroniarzem.
Podczas porodu Elsy zmarła jej matka. Elsa miała też starszego brata, który wyemigrował do Ameryki.
Była kobietą zdecydowanie wykraczającą poza konwenanse ówczesnej szwedzkiej wsi. Nie zamierzała ograniczyć ram swojej egzystencji do bycia zwykłą żoną rolnika. Gdy miała 21 lat nauczyła się latać, a w roku 1921 zdobyła dyplom pilota z numerem 203. Jej ambicje sięgały jednak dalej. Fakt, iż była pierwszą Szwedką, która została pilotem nie wystarczał jej. Wyjechała do Niemiec, aby poznać tajniki skakania ze spadochronem. Nie przeszła jednak dostatecznie dobrego szkolenia
22 stycznia 1922 roku wykonywała swój trzeci skok spadochronowy. Na powierzchni zamarzniętego jeziora Alsen w Askersund zgromadziły się tysiące widzów, aby obejrzeć to wydarzenie. Andersson miała problemy z otwarciem spadochronu, który się w końcu otworzył, ale na zbyt małej wysokości. Doszło do jej zbyt gwałtownego upadku na powierzchnię ziemi, co bezpośrednio przyczyniło się do jej śmierci.
W 1926 roku, w miejscu odnalezienia jej zwłok, Szwedzki Klub Lotniczy postawił trzymetrowy obelisk upamiętniający jej tragiczną śmierć.